# Cedro (Nuevo México)
Cedro es un lugar designado por el censo ubicado en el condado de Bernalillo en el estado estadounidense de Nuevo México. En el Censo de 2010 tenía una población de 430 habitantes y una densidad poblacional de 31,05 personas por km².

## Geografía
Cedro se encuentra ubicado en las coordenadas 35°1′5″N 106°21′3″O / 35.01806, -106.35083. Según la Oficina del Censo de los Estados Unidos, Cedro tiene una superficie total de 13.85 km², de la cual 13.85 km² corresponden a tierra firme y (0%) 0 km² es agua.

## Demografía
Según el censo de 2010, había 430 personas residiendo en Cedro. La densidad de población era de 31,05 hab./km². De los 430 habitantes, Cedro estaba compuesto por el 89.53% blancos, el 0.23% eran afroamericanos, el 0.7% eran amerindios, el 0.7% eran asiáticos, el 0% eran isleños del Pacífico, el 6.98% eran de otras razas y el 1.86% pertenecían a dos o más razas. Del total de la población el 21.86% eran hispanos o latinos de cualquier raza.